# Fabão
José Fábio Alves Azevedo, genannt Fabão, (* 15. Juni 1976 in Vera Cruz, BA) ist ein ehemaliger brasilianischer Fußballspieler. Der Rechtsfuß spielte auf der Position eines Innenverteidigers.

## Karriere
Fabão erhielt seine fußballerische Ausbildung beim Paraná Clube. Als Zwanzigjähriger startete seine Profilaufbahn 1996 beim EC Bahia. Der Spieler wechselte häufiger die Clubs, u. a. spielte er auch in Spanien, Japan und der Volksrepublik China.
Er gewann zahlreiche nationale und internationale Titel. Sein größter Erfolg war der Gewinn der FIFA-Klub-Weltmeisterschaft 2005 mit dem FC São Paulo. 2014 beendete er seine Profilaufbahn.

## Erfolge
Bahia
- Staatsmeisterschaft von Bahia: 1998

Flamengo
- Staatsmeisterschaft von Rio de Janeiro: 1999, 2000
- Copa Mercosur: 1999

Goiás
- Copa Centro-Oeste: 2002
- Staatsmeisterschaft von Goiás: 2003

São Paulo
- Staatsmeisterschaft von São Paulo: 2005
- Copa Libertadores: 2005
- FIFA-Klub-Weltmeisterschaft: 2005
- Campeonato Brasileiro de Futebol: 2006

Kashima Antlers
- Kaiserpokal: 2007

## Auszeichnungen
- Auswahlspieler Meisterschaft Brasilien:  2006
- Bola de Prata: 2003, 2006